# Les Cent-Acres

Les Cent-Acres este o comună în departamentul Seine-Maritime, Franța. În 1 ianuarie 2022 avea o populație de 66 de locuitori.